# Батіг Роман Миколайович
Баті́г Рома́н Микола́йович (нар. 25 вересня 1951, м. Львів) — український архітектор, художник, вітражист.

## Біографія
Син Миколи Батога і його дружини Емілії. Член НСХУ з 1992 р. Закінчив Львівський політехнічний інститут (1973). Працював архітектором «Укркурортпроекту» (1976—1979); від 1979 — художник-проектант Львівського художньо-виробничого комбінату Художнього фонду України. Оформив експозиції для історико-краєзнавчого музею у м. Звенигороді Львівської області (1987), музею Лесі Українки в Колодяжному на Волині(1992), музею історії Самбірського мед. училища (1998). Автор проектів інтер'єрів літературно-меморіального музею І.Франка у Львові, Волинського та Чернівецького обласних краєзнавчих музеїв, автор експозиції музею Юрія Федьковича в м. Чернівці, експозиції музею воєнної історії краю, який нині перебуває у віданні Чернівецької гімназії № 5, художнього оформлення Чернівецького музею історії та культури євреїв Буковини. Також працює в галузі декоративно-прикладного мистецтва (вітраж). Реставратор унікальних вітражів, які прикрашають величну споруду Чернівецького художнього музею (будинок ощадкаси Буковини), збудовану за проектом відомого віденського архітектора Губерта Геснера в 1900—1901 роках, вітражів у церква св. Іллі в селі Топорівцях Чернівецької області. Нагороджений дипломом лауреата обласної премії імені Олекси Романця за розвиток краєзнавства, збереження культурної спадщини Буковини, за доброчинність у збереженні пам'яток історії і культури (2010 рік).